# رابرت کارلاک
رابرت کارلاک (انگلیسی: Robert Carlock؛ زادهٔ ۱۹۷۲) فیلم‌نامه‌نویس، تهیه‌کننده اهل ایالات متحده آمریکا است.